# Conops flavicauda
Conops flavicauda är en tvåvingeart som först beskrevs av Jacques-Marie-Frangile Bigot 1880.  Conops flavicauda ingår i släktet Conops och familjen stekelflugor. Inga underarter finns listade i Catalogue of Life.